# Spodoptera triturata
Spodoptera triturata är en fjärilsart som beskrevs av Walker 1856. Spodoptera triturata ingår i släktet Spodoptera och familjen nattflyn. Inga underarter finns listade i Catalogue of Life.